# Club Voleibol Logroño
Il Club Voleibol Logroño è stata una società pallavolistica femminile spagnola con sede a Logroño.

## Storia
Il Club Voleibol Murillo viene fondato nel 2004 con sede a Murillo de Río Leza: inizia la propria attività agonistica nel 2005 partecipando alla Segunda División, categoria dove rimane per tre annate prima di essere promosso in Primera División: tuttavia a causa della rinuncia di alcune squadre viene ripescato in Liga FEV, che chiude al secondo posto, ottenendo la promozione in Superliga 2 Femenina de Voleibol.
Nella stagione 2009-10 esordisce quindi nella divisione cadetta del campionato spagnolo e nell'annata successiva, con venti vittorie su venti gare disputate, vince la Superliga 2 ed è promossa in Superliga Femenina de Voleibol: l'esordio avviene nella stagione 2011-12, ottenendo buoni risultati sia in campionato che nella Coppa della Regina, dove arriva in finale. Nell'annata successiva, oltre a centrare nuovamente la finale nella coppa nazionale, è in finale anche nei play-off scudetto.
Nella stagione 2013-14 arriva la vittoria dei primi trofei: la Supercoppa spagnola, la Coppa della Regina e lo scudetto, risultati ripetuti anche nelle annata 2014-15 e 2015-16; tali risultati consentono anche la qualificazione alle competizioni europee, con l'esordio in Coppa CEV 2014-15, eliminata ai quarti di finale, e in Challenge Cup 2015-16, eliminata al secondo turno. In questo periodo, precisamente nel 2014, sposta la propria sede di gioco nella città di Logroño, potendo usufruire di maggiore supporto economico dalle autorità locali; il trasferimento diventa definitivo un anno dopo, suggellato dal cambio di denominazione in Club Voleibol Logroño.
Vince nuovamente lo scudetto nella stagione 2016-17, mentre nelle due stagioni successive conquista la Supercoppa, la Coppa della Regina e il campionato. Nel campionato 2019-20 si aggiudica la Supercoppa spagnola e la Coppa della Regina, classificata inoltre al primo posto al momento dell'interruzione del campionato a causa della pandemia di COVID-19 in Spagna. Nell'estate 2020, tuttavia, il presidente della società annuncia lo scioglimento del club che cede i propri diritti sportivi al Sayre Mayser.

## Palmarès
- Campionato spagnolo: 6

2013-14, 2014-15, 2015-16, 2016-17, 2017-18, 2018-19
- Coppa della Regina: 6

2013-14, 2014-15, 2015-16, 2017-18, 2018-19, 2019-20
- Supercoppa spagnola: 6

2013, 2014, 2015, 2017, 2018, 2019